# Лоренцетти, Амброджо
Амброджо Лоренцетти (итал. Ambrogio Lorenzetti, ок. 1290, Сиена — 9 июня 1348, там же) — живописец итальянского проторенессанса, сиенской школы, младший брат художника Пьетро Лоренцетти. Наряду с Дуччо и Симоне Мартини, Амброджо Лоренцетти является крупным итальянским художником первой половины XIV века. «Его утончённый стиль развивался в русле интернациональной готики».

## Биография
Точная дата рождения Амброджо Лоренцетти, так же как и дата рождения его брата Пьетро, неизвестна. Историки искусства относят её к 1290 годам. Джорджо Вазари в «Жизнеописаниях наиболее знаменитых живописцев, ваятелей и зодчих» посвятил Амброджо небольшую, но очень лестную главу, описывая его как человека философского склада ума, который «переносил с духом умеренным и спокойным добро и зло, даруемые судьбой». Кроме того Вазари отметил, что Амброджо Лоренцетти был почитаем современниками «и не только потому, что был превосходным мастером живописи, но также и потому, что с юности занимался и литературой, каковая стала полезной и сладкой подругой живописи и таким украшением всей его жизни, что, так же как и его живописное ремесло, даровала ему всеобщую любовь и расположение. И потому он не только постоянно общался с людьми учёными и заслуженными, но и с большой для себя честью и пользой принимал участие в делах своей республики. Нравы Амброджо были во всех отношениях похвальными, и он скорее напоминал дворянина и философа, чем художника».
До 1319 года имя Амброджо Лоренцетти в документах не встречается. Его первое подписанное и датированное произведение — «Мадонна с Младенцем» (1319). В этой ранней работе ощущается интерес Амброджо не столько к традиционно сиенской «певучей линии», сколько к объёмности форм. «Мадонна с Младенцем» из церкви Сант-Анджело-ди-Вико-л’Абате близ Сан-Кашано-ин-Валь-ди-Пеза, экспонируется в музее Сан-Кашано. Это произведение отличается от «Маэсты» или «Мадонны с Младенцем» Дуччо ди Буонинсенья, настолько, что наводит на мысль, что, в отличие от своего брата Пьетро Лоренцетти и Симоне Мартини, Амброджо не обучался в мастерской Дуччо.
Наличие этой работы в городе недалеко от Флоренции и последующие свидетельства, согласно которым Амброджо находился во Флоренции и её окрестностях по крайней мере до 1332 года, также позволяют предположить, что Амброджо Лоренцетти, хотя и был уроженцем Сиены, получил образование, более близкое к обучению Джотто и скульптора Арнольфо ди Камбио во Флоренции. Однако дистанция между ним и Джотто и его последователями остается заметной, что с самого начала отдаляет автора от флорентийской школы живописи и способствует появлению в искусстве Амброджо оригинальных черт.
Влияние Джотто и Арнольфо ди Камбио можно проследить и в последующих произведениях художника. Интерес Амброджо Лоренцетти к достижениям флорентийской школы выразился в его неоднократных поездках во Флоренцию. Первый раз его пребывание в этом городе документально зафиксировано в 1321 году. В 1328—1330 годах Амброджо уже числится среди членов флорентийской корпорации «Арте-деи-Медичи-э-дельи Спечиали» (гильдия медиков и аптекарей, куда в то время входили живописцы). Его флорентийская устремлённость нашла отражение в произведениях этого периода — «Мадонна с Младенцем» (Милан, Пинакотека Брера), «Распятие» (Сиенская пинакотека), «Мадонна с Младенцем» (Нью-Йорк, Метрополитен-музей), а также во фресках, написанных в сиенской церкви Сан-Франческо — «Мученичество францисканцев» и «Обет Святого Людовика Тулузского», которыми так восхищался Вазари.
Эти фрески относят к 1324—1327 годам. В «Мученичестве францисканцев» изображена сцена из истории Францисканского ордена. В 1277 году семь проповедников-францисканцев были казнены в марокканском городе Сеута по приказу султана.
В 1330 году Амброджо написал фреску «Маэста» в капелле Пикколомини церкви Сант-Агостино в Сиене. Ограниченность пространства не позволила мастеру полностью развернуть тему; он изобразил меланхоличную Мадонну с Младенцем и восемь святых, предстоящих перед Её троном. Фреска проста и незатейлива, однако в фигурах уже видна естественность, которая будет характерна для его последующих работ, в частности, фресок в Палаццо Пубблико.
В этот период Амброджо освобождается от флорентийской зависимости, и вырабатывает свой индивидуальный стиль, для которого будет характерно как мастерское изображение пространства, так и найденная точка равновесия между передачей объёма и красотой линии. Этими новыми свойствами отличаются произведения, созданные Лоренцетти в 1330—1340-х годах. Среди них выделяются «Полиптих св. Михаила» (1330—1335, Музей религиозного искусства, Ашано), «Полиптих» из церкви Санти-Пьетро-э-Паоло в Роккальбенья (Тоскана), «Сцены из жизни святого Николая» (1332, Галерея Уффици, Флоренция), панели полиптиха из церкви Санта-Петронилла — «Мадонна с Младенцем», «Св. Доротея», «Св. Магдалина», «Вознесение Девы Марии» (Пинакотека, Сиена), большая алтарная картина «Маэста», написанная для кафедрального собора в Масса-Мариттима (1335). В этих произведениях присутствует психологизм, который объединяет персонажей в единый сюжет. Образы становятся всё более человечными, а их жесты более естественными. В этом отношении Амброджо Лоренцетти продвинулся далеко вперёд, однако следующее поколение сиенских художников по большей части переняло у Лоренцетти лишь внешнюю, декоративную сторону и выразительную пластику линий.
В этот же период, в 1335 году, Амброджо совместно с братом Пьетро писал фрески на фасаде церкви Санта-Мария-делла-Скала в Сиене на сюжеты «Сцен из жизни Девы Марии» (фрески не сохранились). Около 1340 года Амброджо Лоренцетти создал фреску «Маэста» в лоджии сиенской ратуши — Палаццо Пубблико (сохранилась в плохом состоянии). После того, как Симоне Мартини, который был в 1330-х годах наиболее востребованным мастером, по приглашению папы отбыл в Авиньон для работ над новой папской резиденцией, его место занял Амброджо Лоренцетти. В 1337 году он получил важный заказ на роспись Зала девяти в сиенском Палаццо Пубблико.

## Галерея

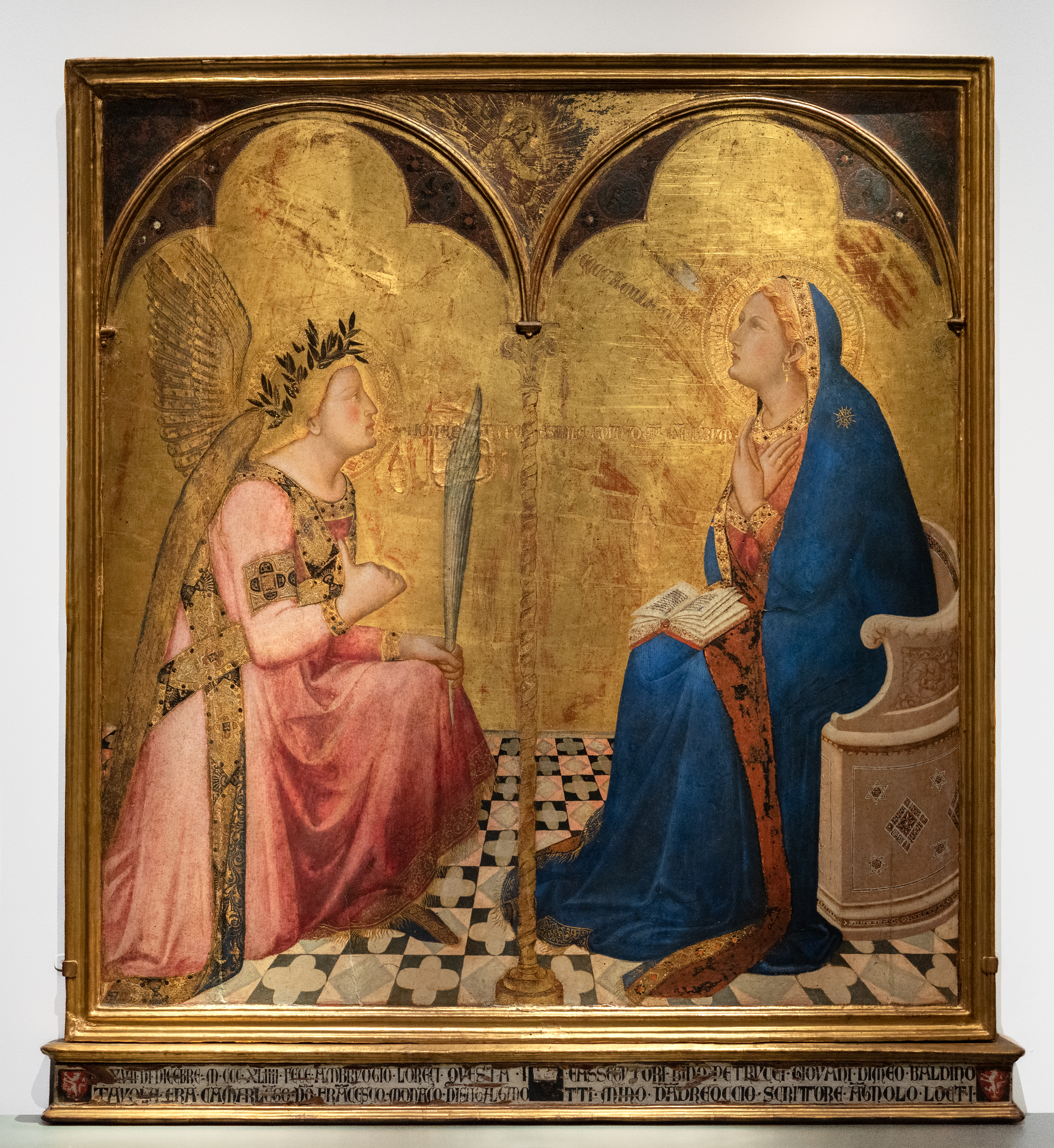
Благовещение. 1344. Дерево, темпера, золочение. Пинакотека, Сиена
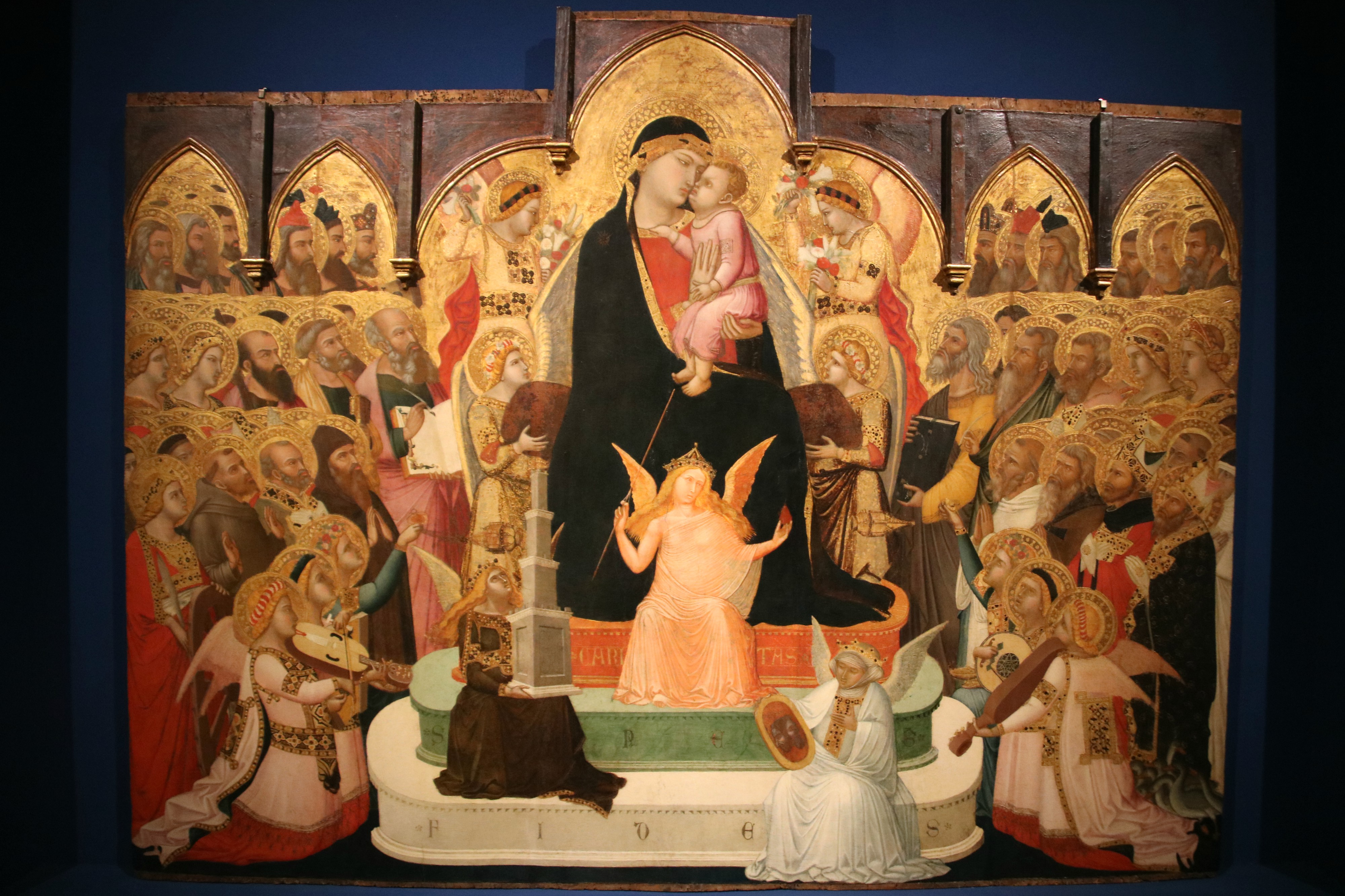
Маэста Масса-Мариттима. 1335. Дерево, темпера. Музей религиозного искусства, Масса-Мариттима
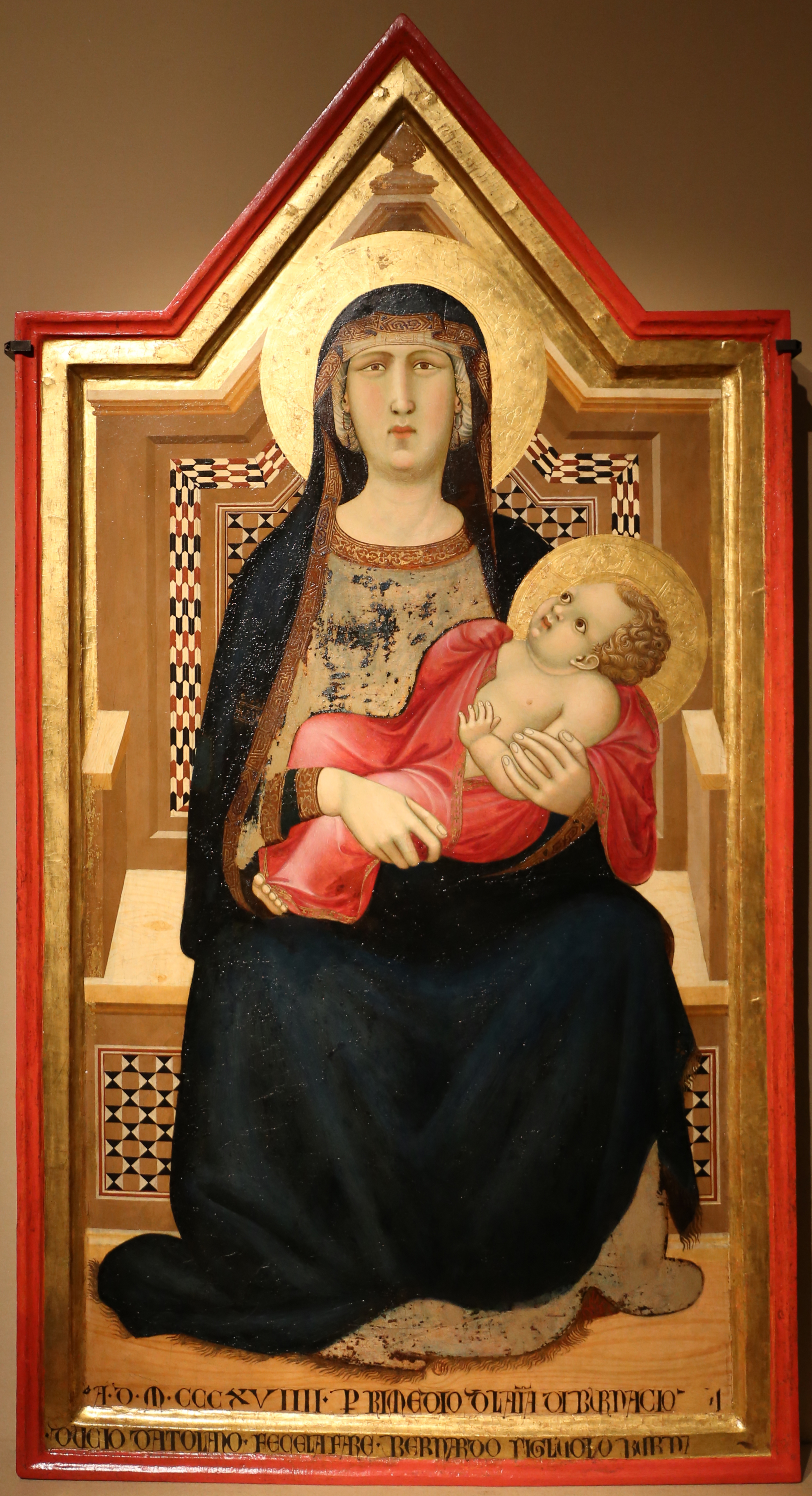
Мадонна Вико Л'Абате. 1319. Дерево, темпера, золочение. Музей религиозного искусства, Сан-Кашано-ин-Валь-ди-Пеза
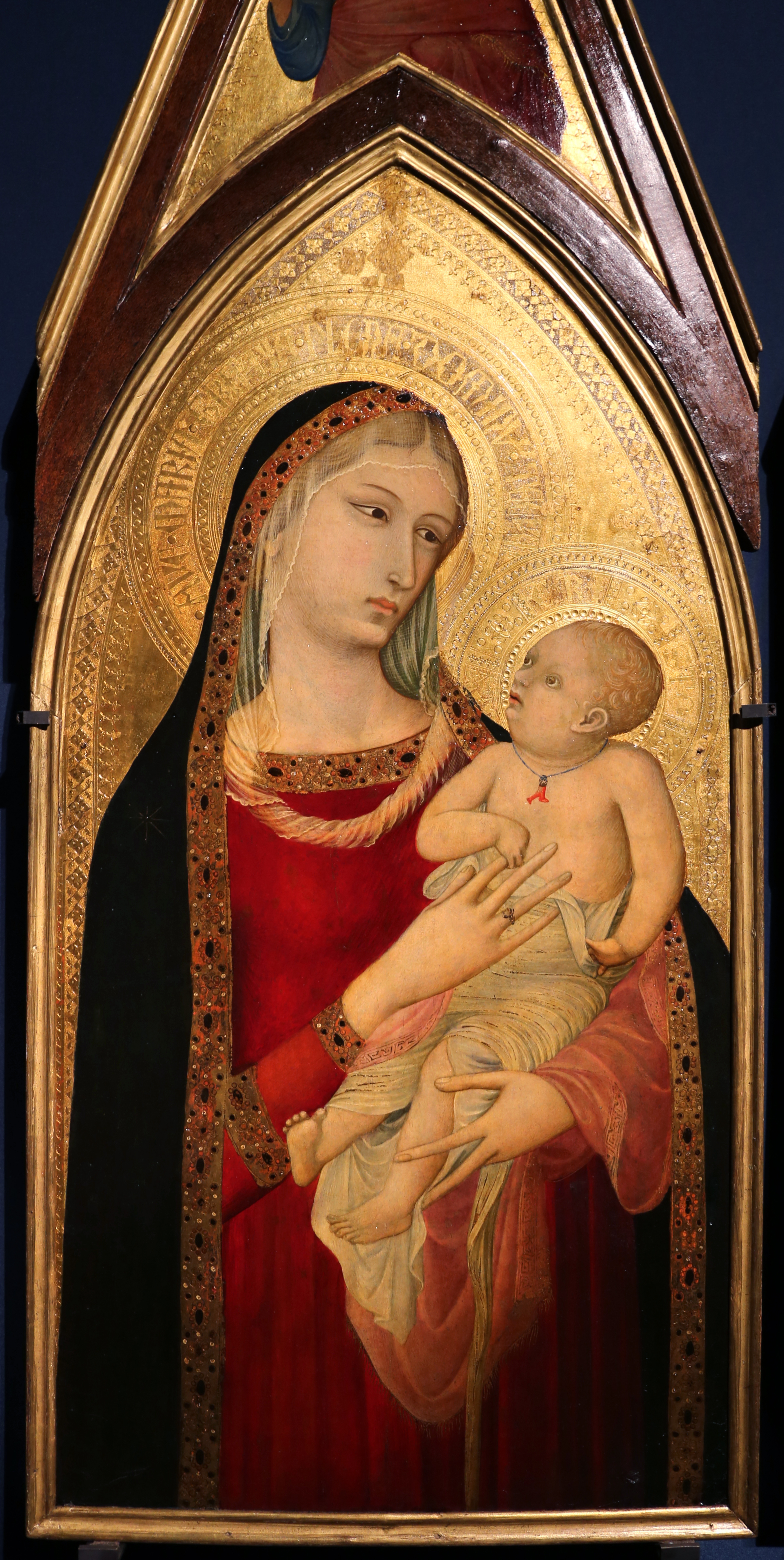
Мадонна с Младенцем. Триптих Сан-Проколо. 1332. Дерево, темпера. Уффици, Флоренция
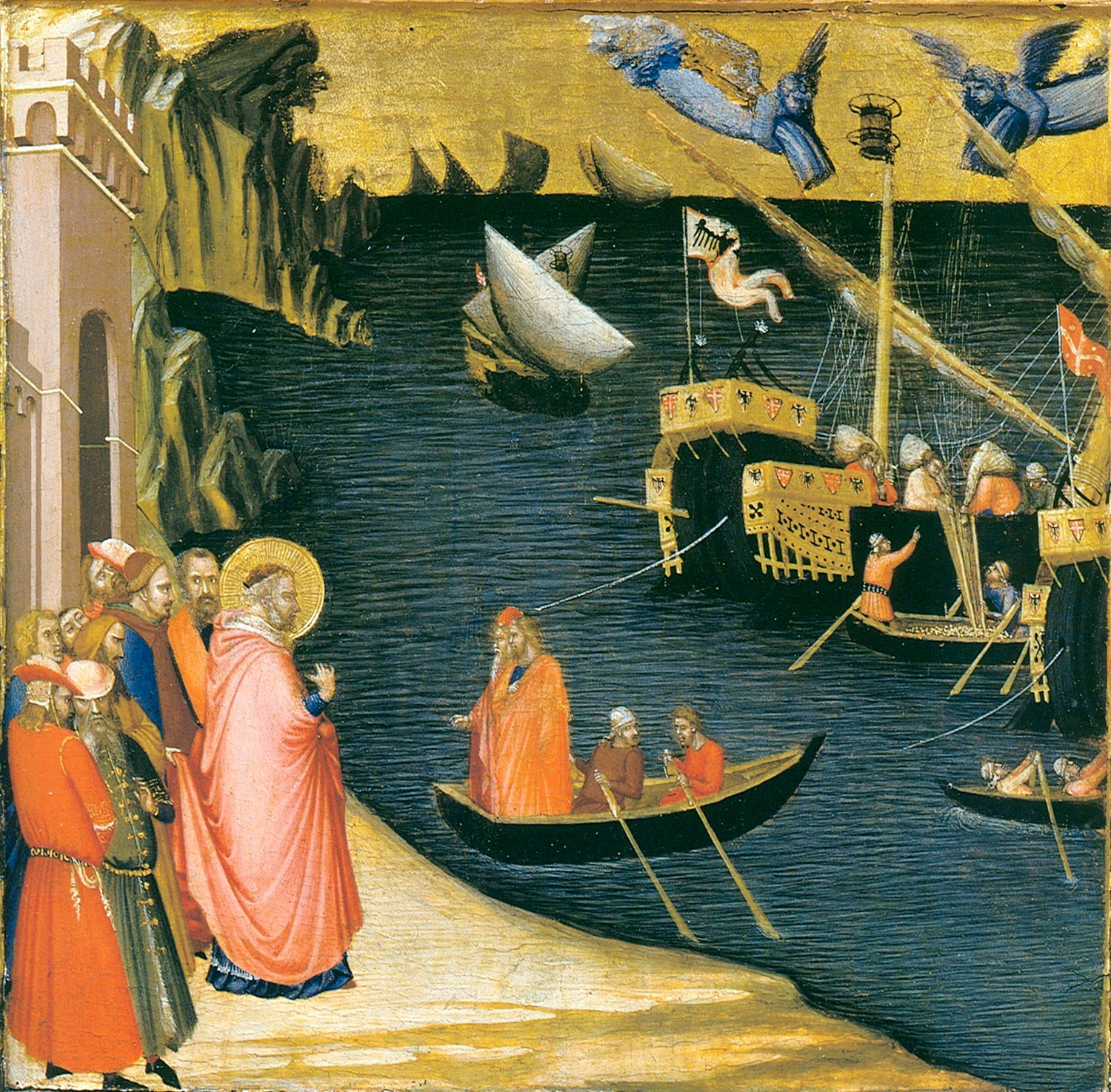
Сцены из жизни Святого Николая из церкви Сан-Проколо во Флоренции. Николай, чудом наполняющий трюмы кораблей зерном. 1332. Дерево, темпера. Уффици, Флоренция
Представление Иисуса в храме. 1342. Деталь. Дерево, темпера. Уффици, Флоренция
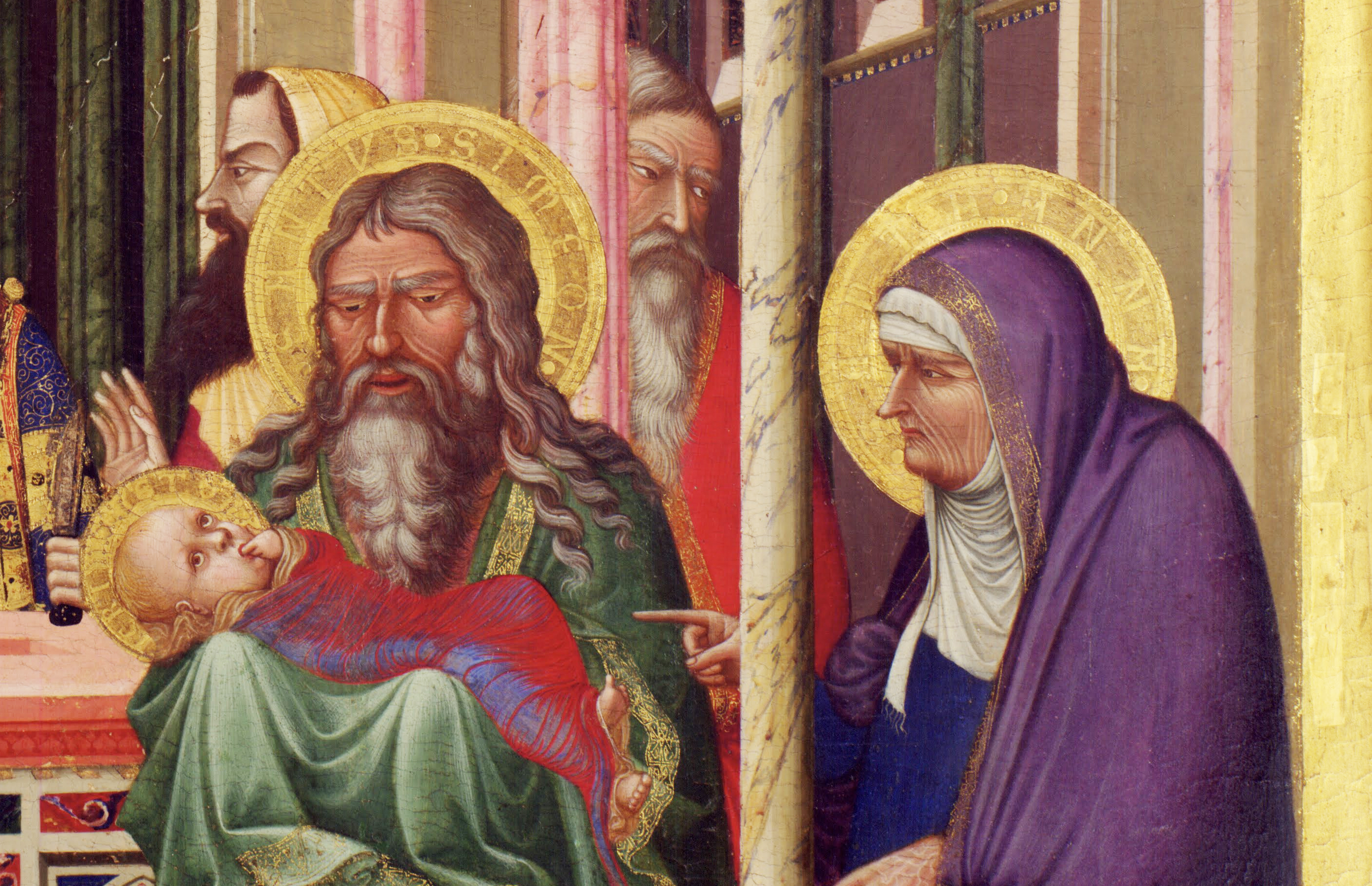
Представление Иисуса в храме. Деталь
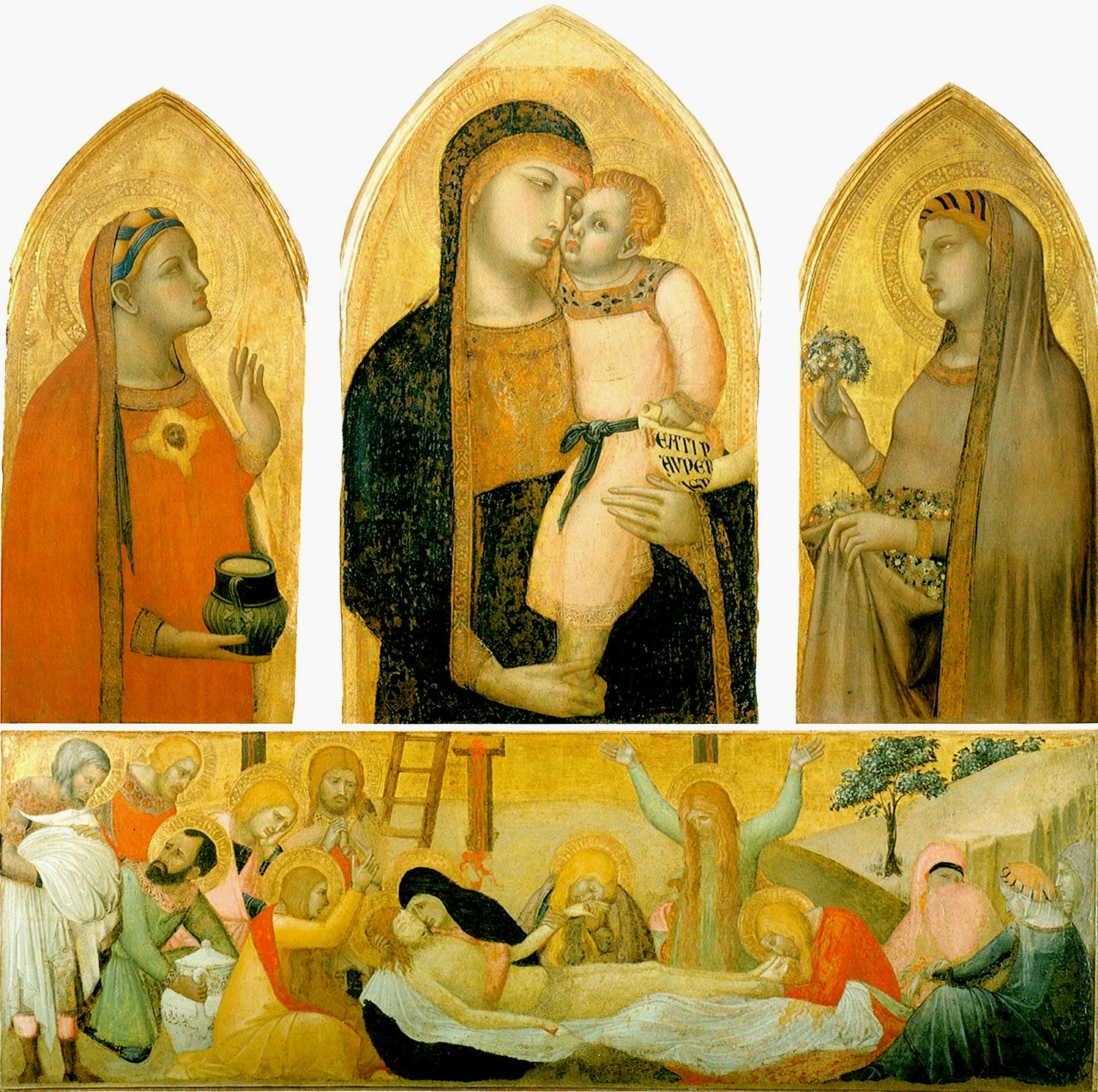
Мадонна с Младенцем, святые Магдалина, Доротея и Снятие с креста. 1325. Полиптих. Дерево, темпера. Пинакотека, Сиена
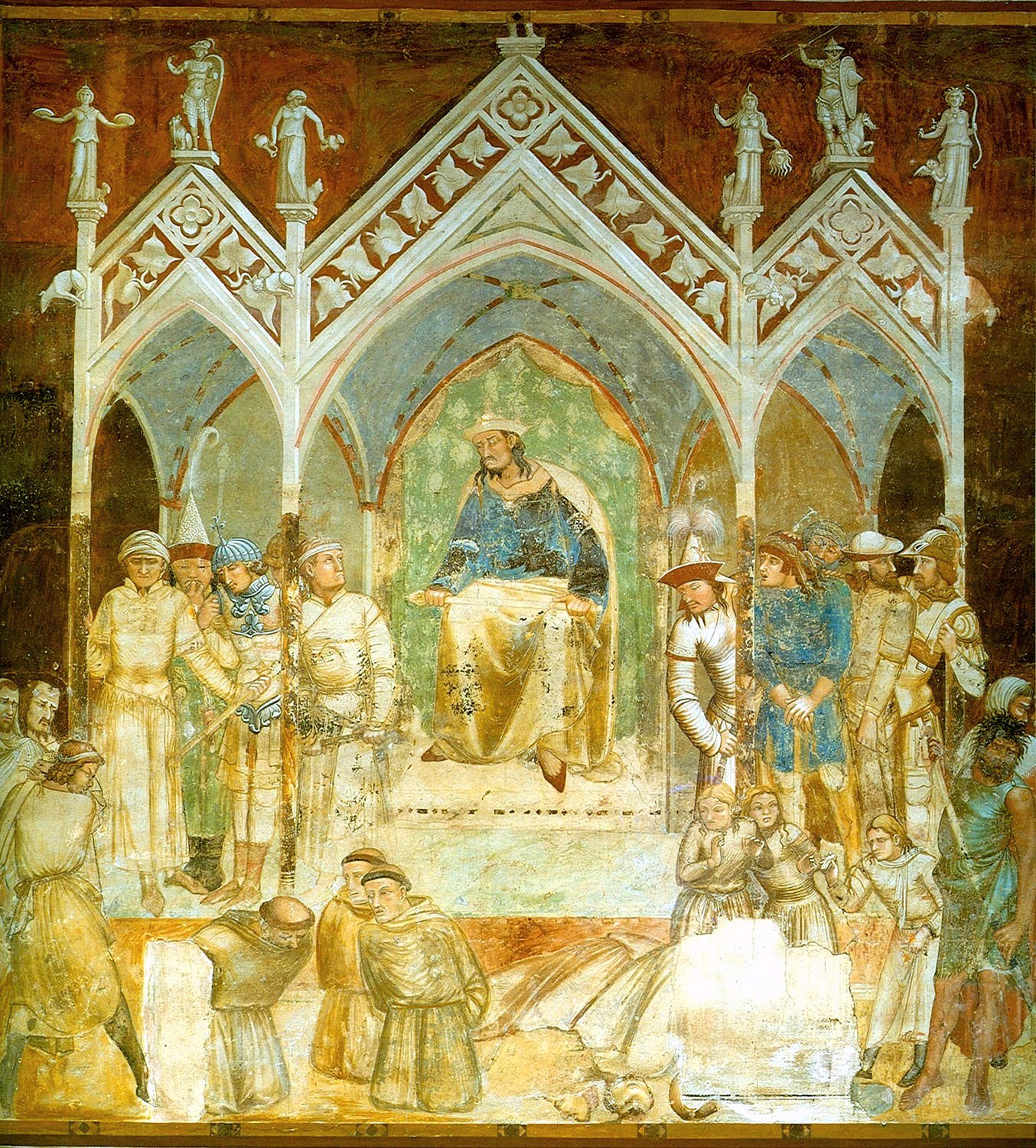
Мученичество францисканцев. 1324—1327. Фреска. Церковь Сан-Франческо, Сиена
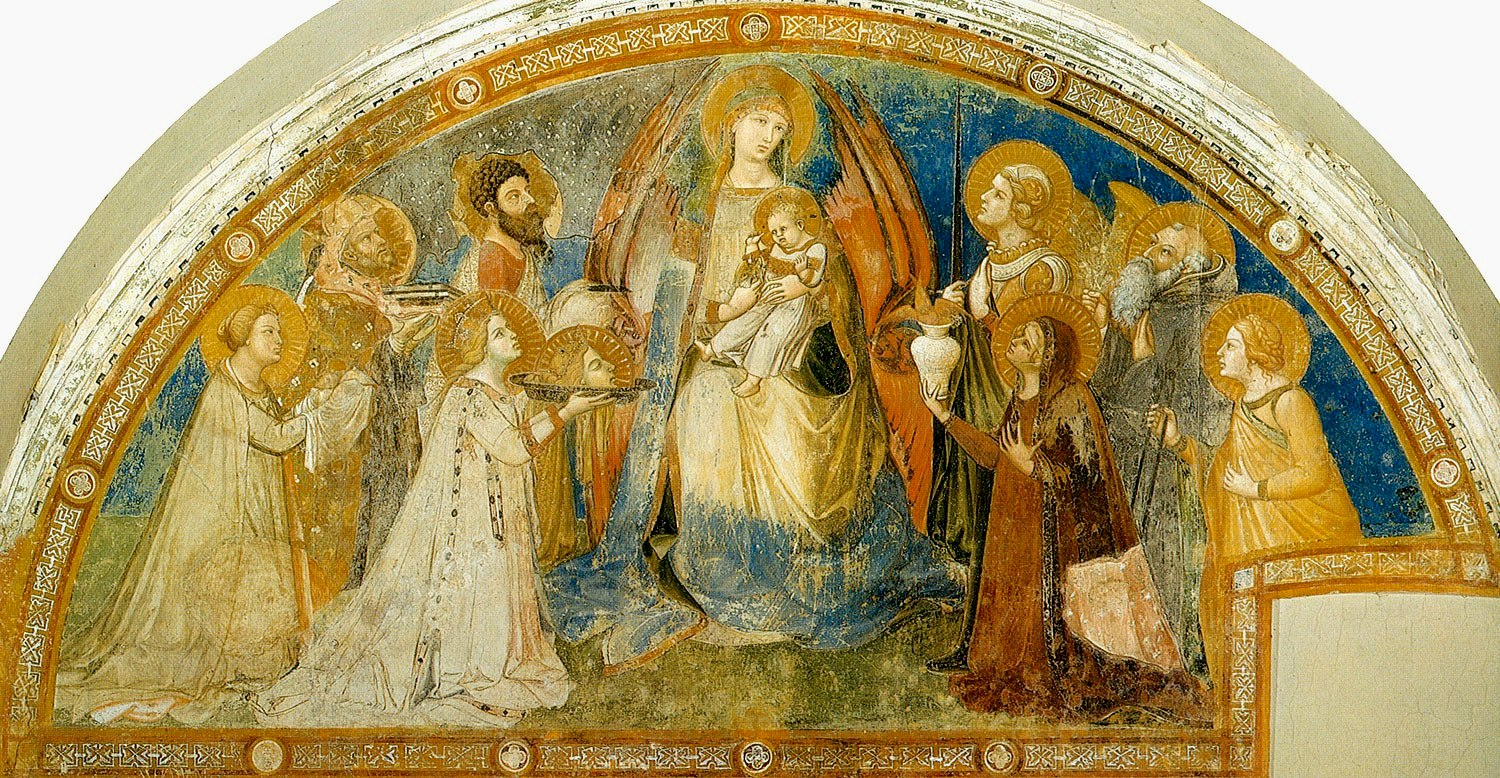
Маэста. 1330. Фреска. Капелла Пикколомини, Сант-Агостино, Сиена

К последним работам художника относятся «Представление Иисуса в храме» (Presentazione_di_Gesù_al_Тempio), которое он написал для Оспедалетто в Монна Аньезе (1342, Уффици), и «Благовещение» (1344, Пинакотека, Сиена). «Это зрелые работы, созданные уверенной рукой большого мастера, с прекрасно выписанным архитектурным антуражем и безукоризненно расставленными фигурами».
Дата смерти художника неизвестна. Считается, что Амброджо скончался в 1348 году во время эпидемии чумы в один год со своим братом Пьетро.

## Фрески в Палаццо Пубблико
Самым известным и выдающимся произведением Амброджо Лоренцетти являются фрески под общим названием «Аллегории доброго и плохого правления и их последствия» (Le Allegorie del Buono e Cattivo Governo e dei loro Effetti, 1338—1339), написанные им в Зале девяти сиенской ратуши — Палаццо Пубблико.

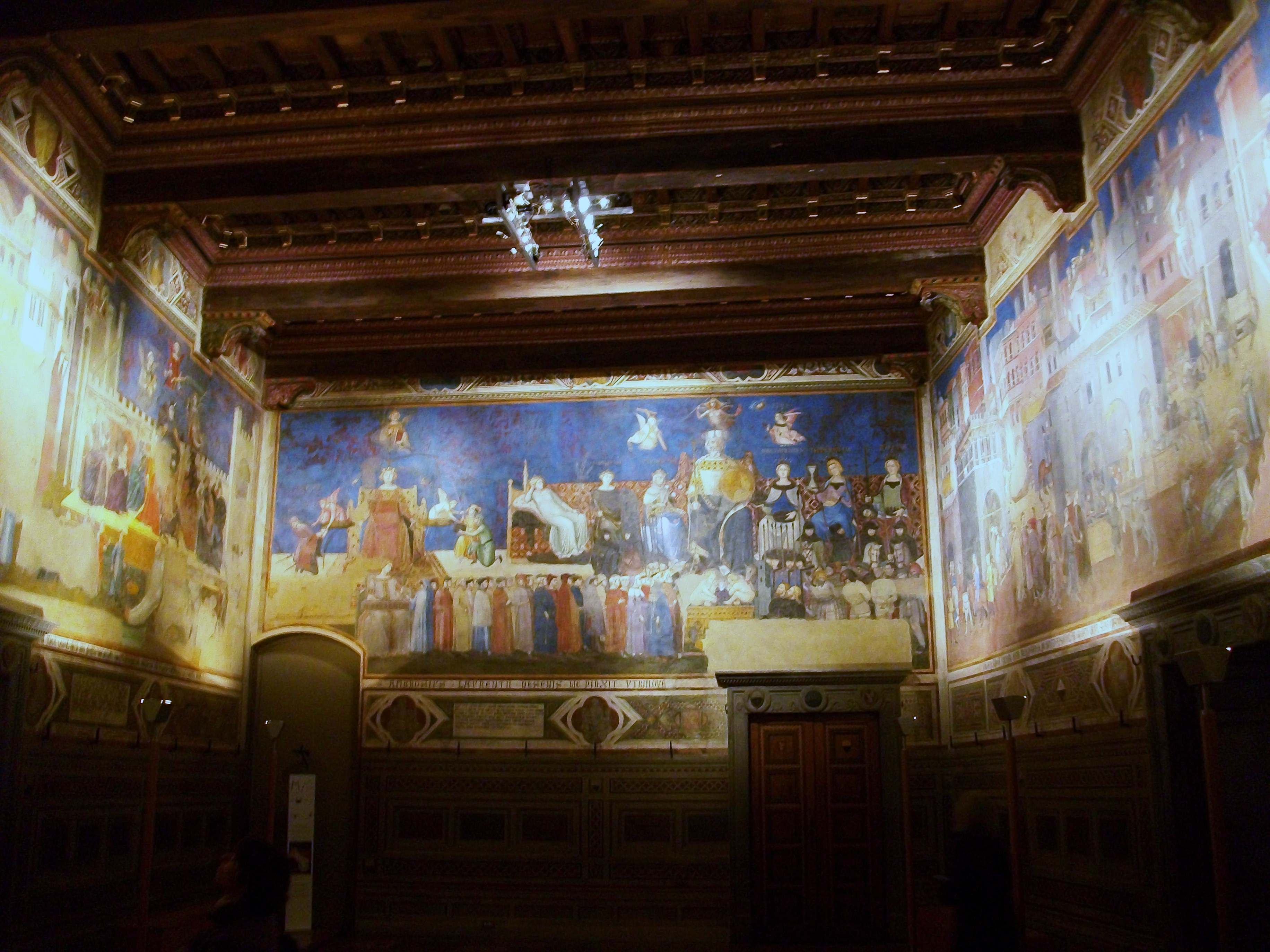
Зал девяти с фресками А. Лоренцетти. Палаццо Пубблико, Сиена

Документы, связанные с началом работ над фресками, не сохранились. До наших дней дошли только счета по оплате работ с 26 февраля 1338 года по 29 мая 1339 года, из которых следует, что Амброджо в этот период заработал 113 флоринов. В нижней части композиции на северной стене сохранилась подпись художника. Уже во второй половине XIV века часть фресок требовала реставрации, которую, возможно, осуществил Андреа Ванни. Больше всего пострадала живопись на западной стене, там отсутствуют целые фрагменты. Последняя реставрация фресок была проведена в 1985—1987 годах.
Иконографическая программа этого цикла ясна в целом, но не во всех деталях. для Для выражения нравственных и политических идеалов своего времени художник использовал сложные аллегории. В этих фресках выражена идея мирного разумного начала обеспечивающего процветание, и дурного, неразумного начала, сеющего разрушение и хаос. Интересно, что во времена Вазари эти фрески именовали «война» и «мир». Главной задачей художника было дать наглядный пример разумного подхода к организации жизни, под которым подразумевалась деятельность сиенского правительства, и изобразить то, чего следовало во всех случаях избегать — человеческих пороков, ведущих к разрушению и смерти. Таким образом, цикл фресок был поделён на изображение «Аллегории доброго правления» и «Плодов доброго правления», и на «Аллегорию дурного правления и его последствий». Надо учитывать, что названия фрескам даны современными учёными. Всего в зале было расписано три стены.
В центре «Аллегории доброго правления» изображена большая фигура старца в украшенной драгоценными камнями одежде, сидящего на троне. В левой руке он держит щит с изображением городской печати, а в правой скипетр. Он спокоен и величественен. У его ног мифическая волчица — основательница Сиены, кормящая Ашиуса и Сениуса, с которых начинается история города. Так аллегорически Амброджо изобразил символ власти Сиены. Над этим символом парят три аллегории добродетелей — Вера, Надежда, Любовь, а по сторонам от него расположились — Мир, Сила, Благоразумие, Правосудие, Умеренность, и Великодушие. Самая интересная фигура — несомненно, олицетворяющая Мир: она полулежит на мягких подушках с оливковой ветвью в руке; от неё действительно исходит мирное спокойствие. Интересна и фигура Правосудия, находящаяся несколько особняком в левой части. На чашах весов правосудия разместились ангелы, один в красной одежде, коронующий человека с пальмовой ветвью в руке, и рубящий голову другому, и другой ангел в белой одежде, который протягивает коленопреклонённому человеку две меры длины и зерно. Уровнем ниже изображена иная, земная ипостась Правосудия, сидящая не на «горнем престоле», а на обычном кресле; на её коленях покоится гигантский рубанок — намёк на всеобщее равенство перед законом. В этом же уровне фрески Лоренцетти написал большое скопление народа, среди которого, возможно, есть портреты реальных людей той эпохи.
На восточной стене помещена фреска «Плоды доброго правления». Лоренцетти вложил в неё все представления о счастливой мирной жизни: тучнеют стада, в полях растёт виноград и мирно трудятся крестьяне, в городе жизнь бьёт ключом — идёт строительство, торгуют лавочники, люди развлекают себя играми, а в центре сцены беспечные, модно одетые девушки водят хоровод. Виды сельской местности настолько точны, что до сих пор эти места можно узнать.

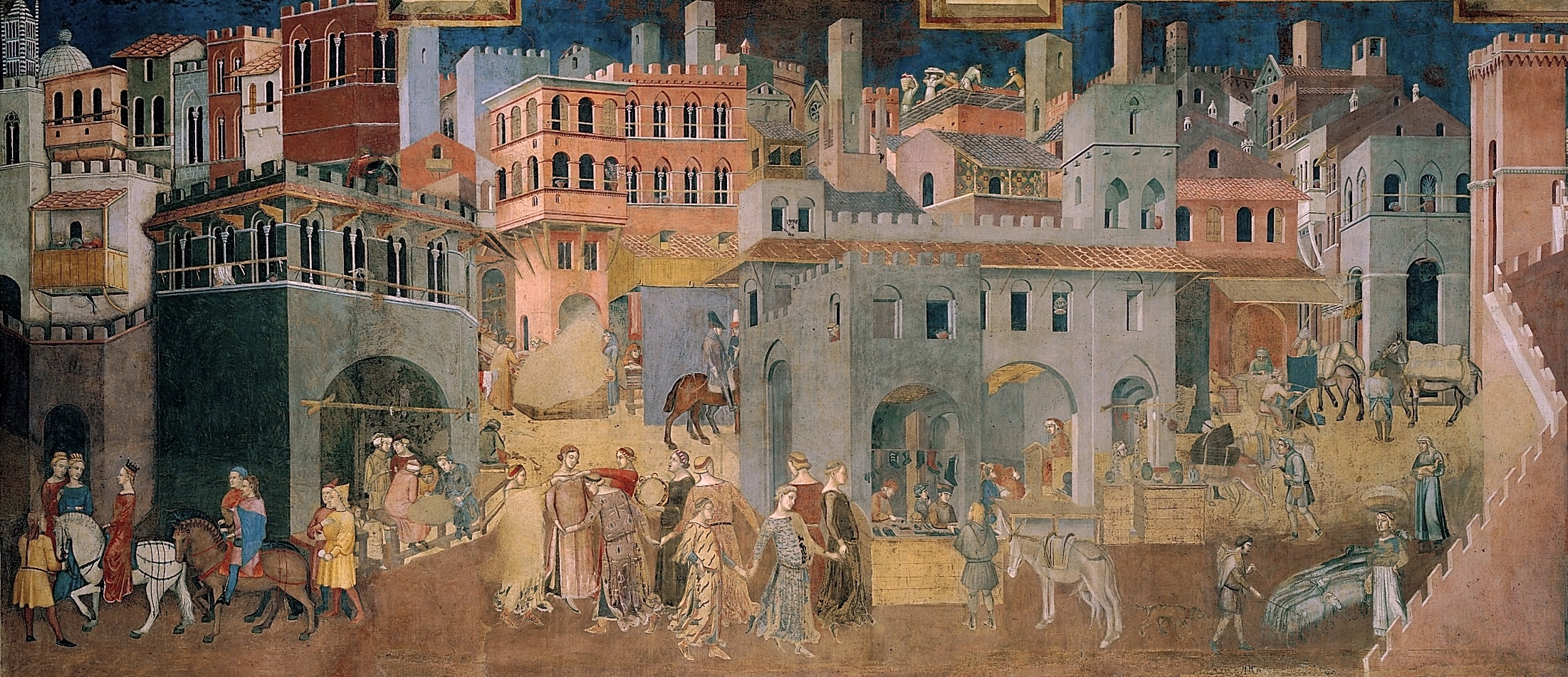
Плоды доброго правления. 1337—1339. Фреска. Палаццо Пубблико, Сиена

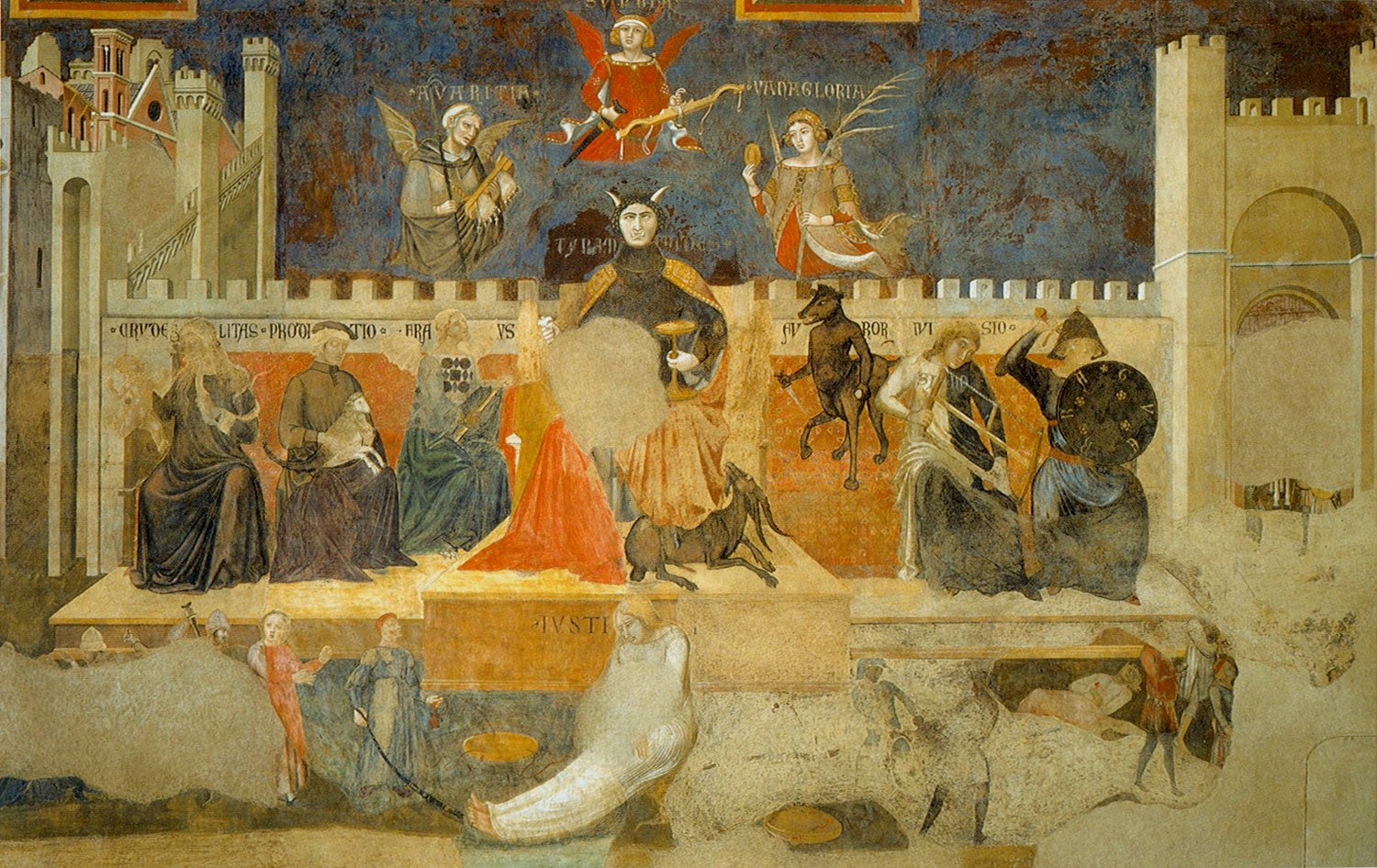
Плоды дурного правления. Правая треть фрески

У входа в городские ворота художник изобразил парящую в небе аллегорическую фигуру Безопасности; она юна и прекрасна, но в руке держит маленькую виселицу с повешенным преступником — предупреждение всем, кто может прийти в процветающую Сиену с дурными намерениями.
На западной стене напротив «Плодов доброго правления» находится фреска «Плоды дурного правления». Здесь также представлены город и его окрестности. Значительная часть этой фрески утрачена, но композиция её совершенно ясна, причём важнейшая смысловая треть с укрупнёнными аллегорическими фигурами сохранилась сравнительно неплохо.
В центре фрески — город с явными признаками безвластия и разрухи, в котором происходят всякого рода бесчинства, убийства и грабежи; далее, влево — обезлюдевшая сельская местность с какими-то руинами, горящей деревней и толпами солдат-мародёров.
Вправо, на фоне городской стены — аллегорическая часть изображения. Подчёркивая господство в гибнущем городе порочных человеческих страстей, художник значительно укрупнил олицетворяющие их фигуры, разместив их на особом помосте. В центре композиции восседает во всём своём ужасном могуществе воплощение Тирана — на голове рога, во рту клыки, а у ног чёрный козёл. В левой руке Тиран держит бокал с ядом. Над ним парят Жадность — старуха с крыльями летучей мыши и денежными мешками в тисках; Гордыня в красном одеянии, торжественно показывающая ярмо, от которого она освободилась; Тщеславие, любующееся своим отражением в круглом зеркальце. У ног Тирана, за пределами помоста — связанное Правосудие.

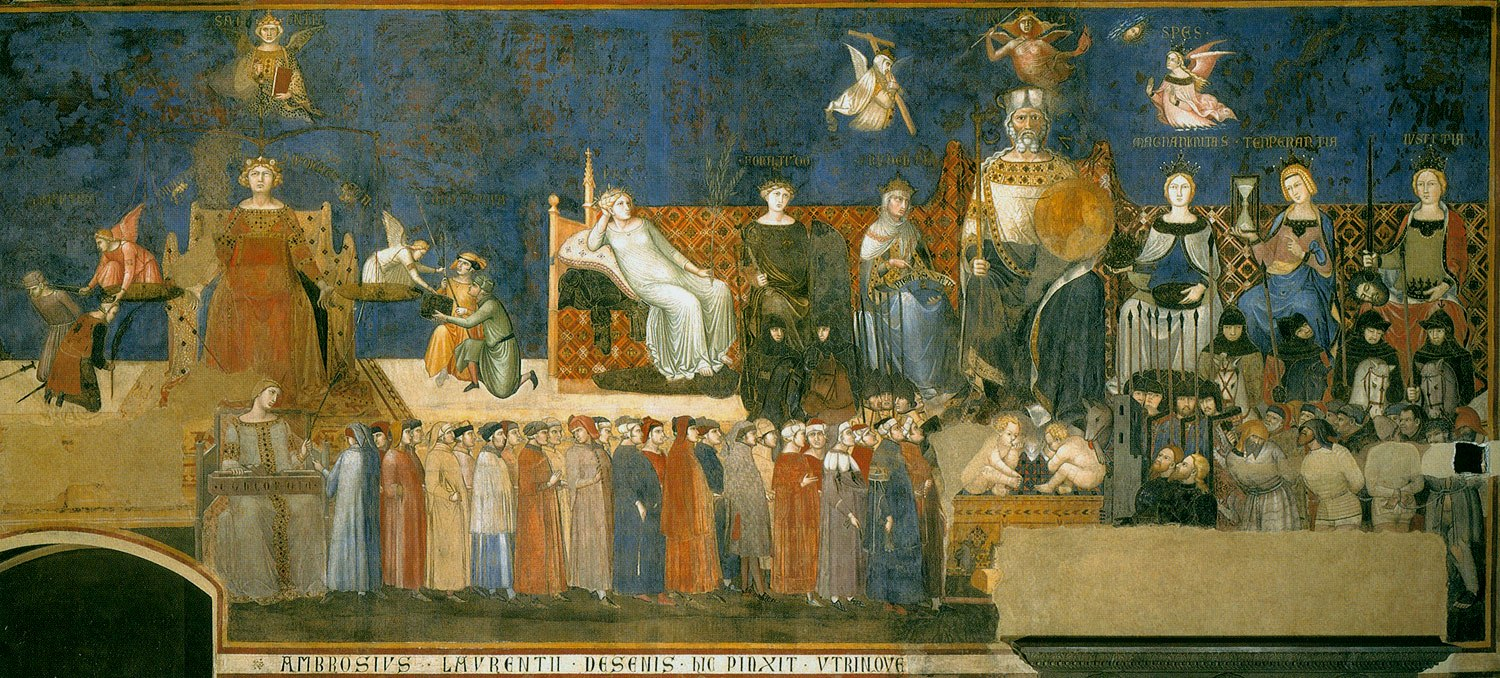
Аллегория доброго правления. Часть фрески
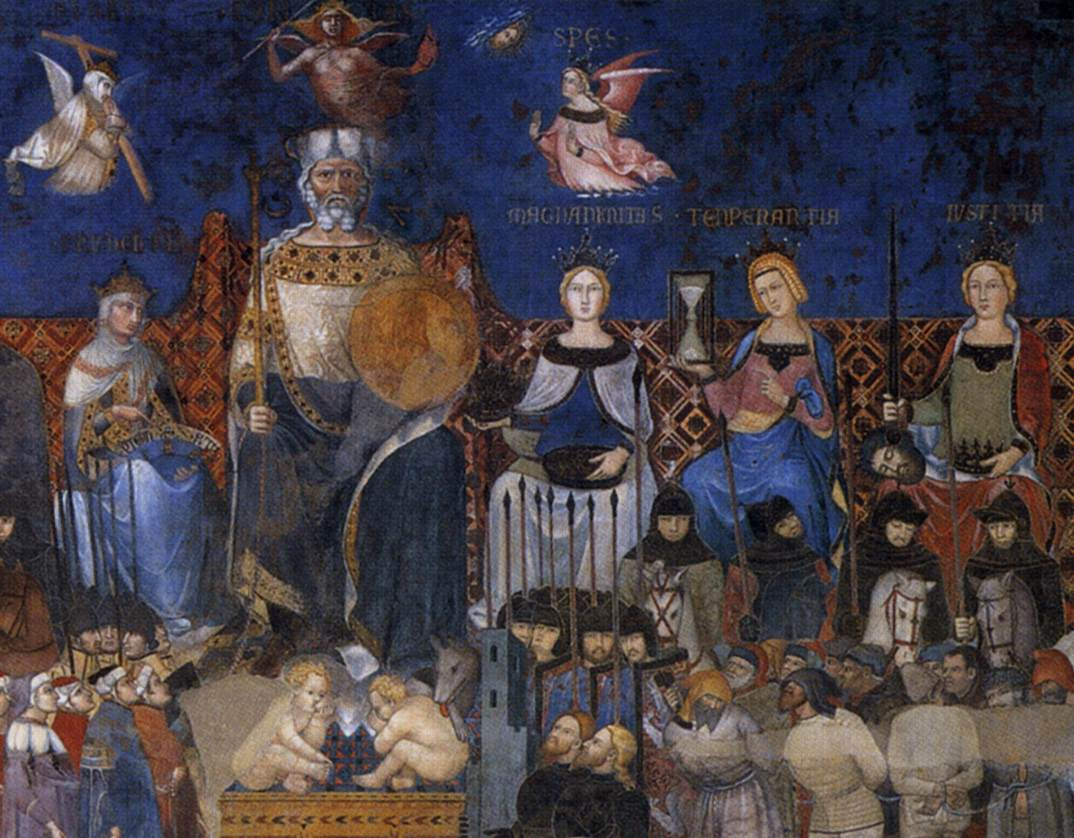
Аллегория доброго правления. Символ Сиены
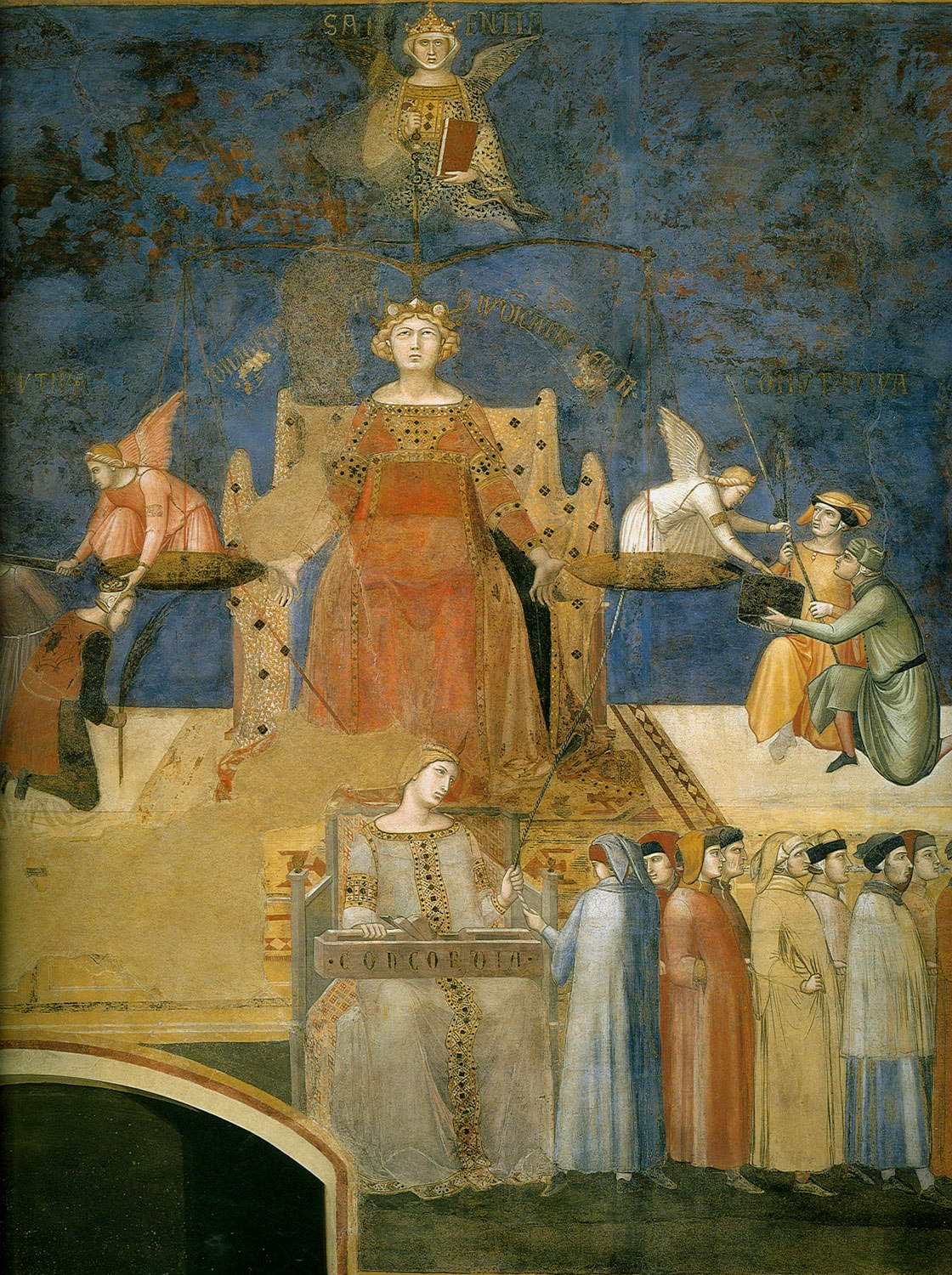
Аллегория доброго правления. Деталь: фигура Правосудия
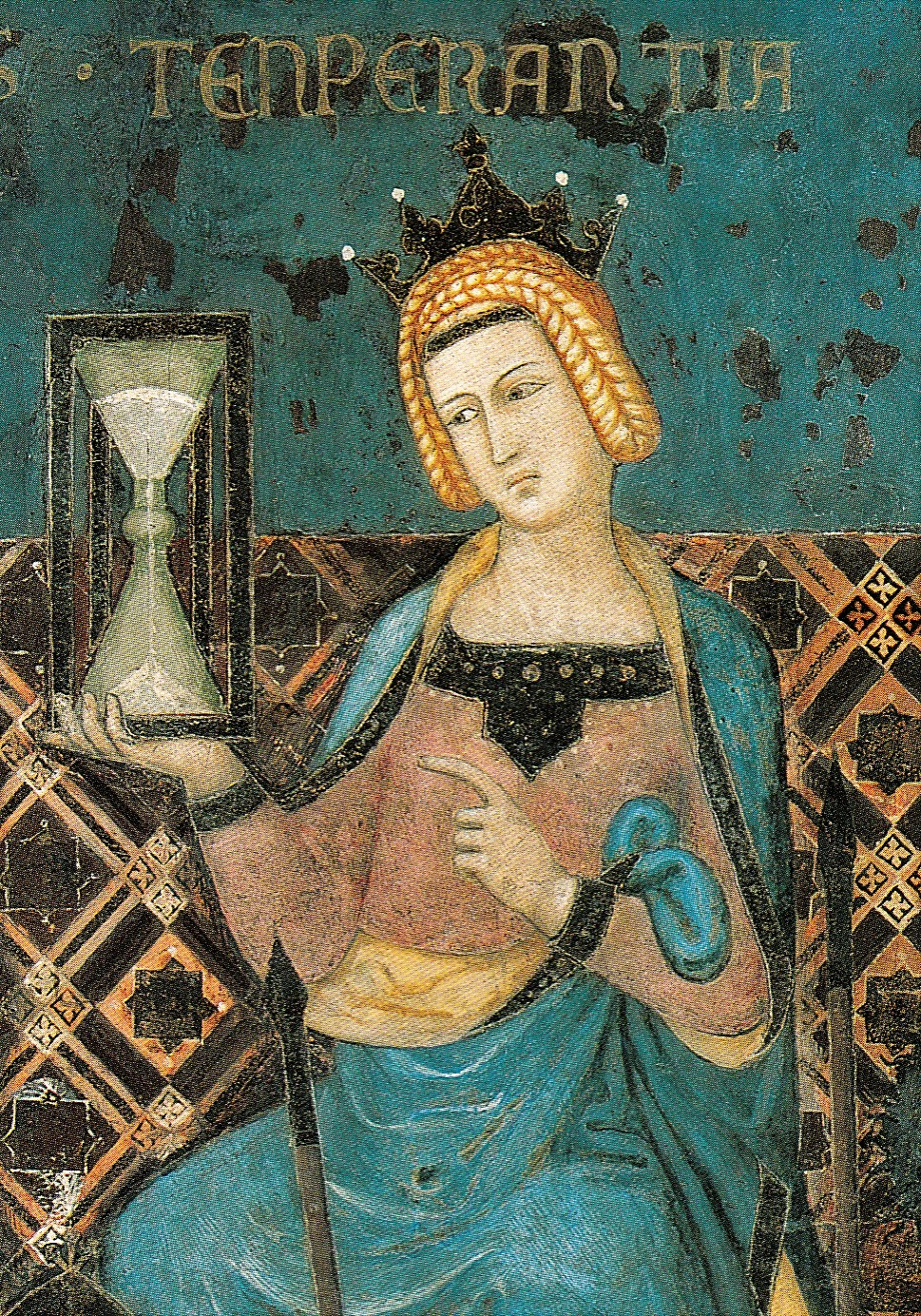
Деталь: аллегория Умеренности
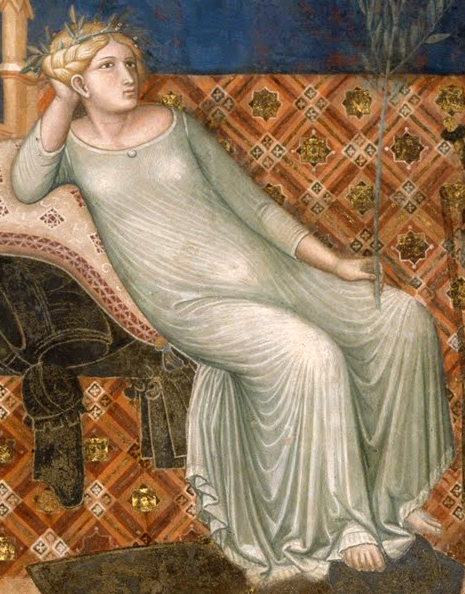
Аллегория Мира
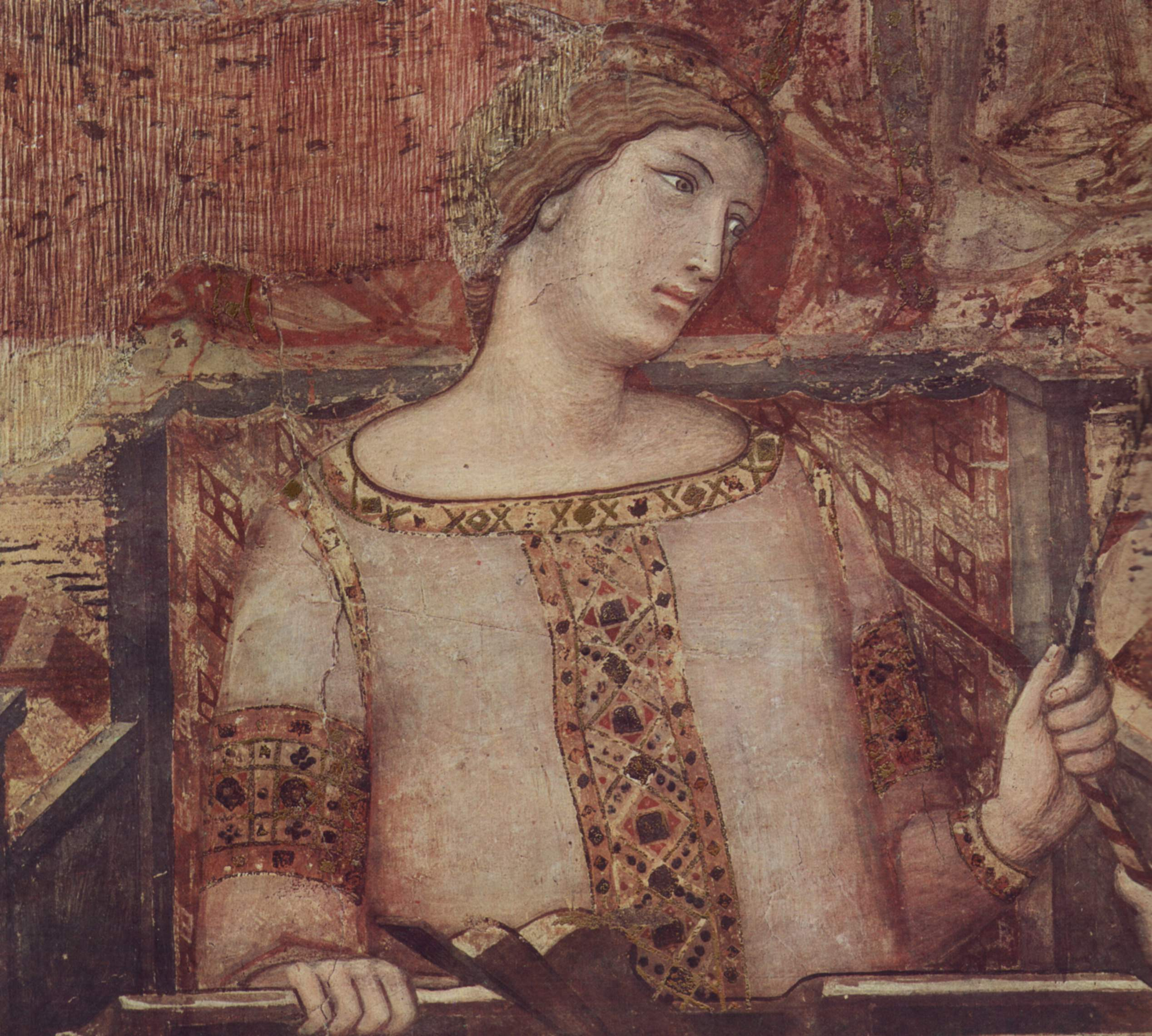
Aллегория Согласия
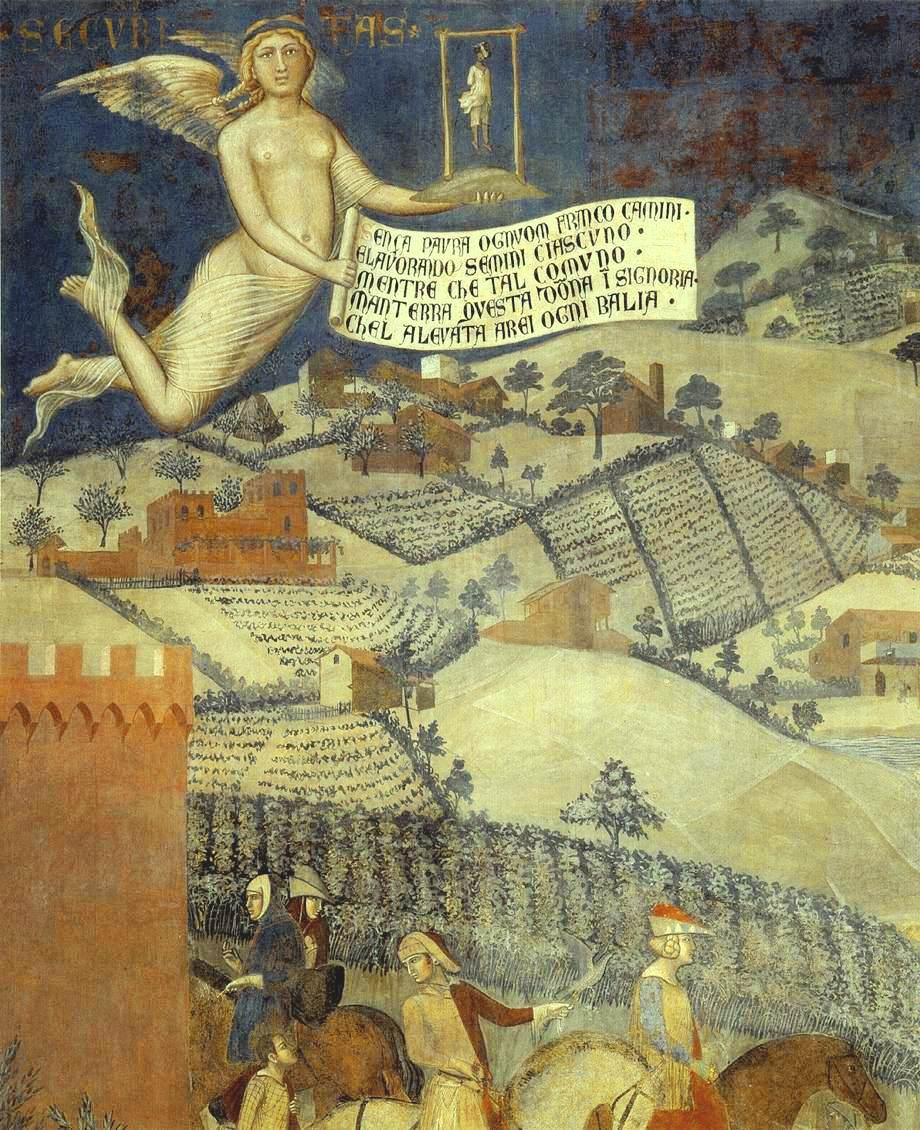
Плоды доброго правления. Деталь: аллегория Безопасности
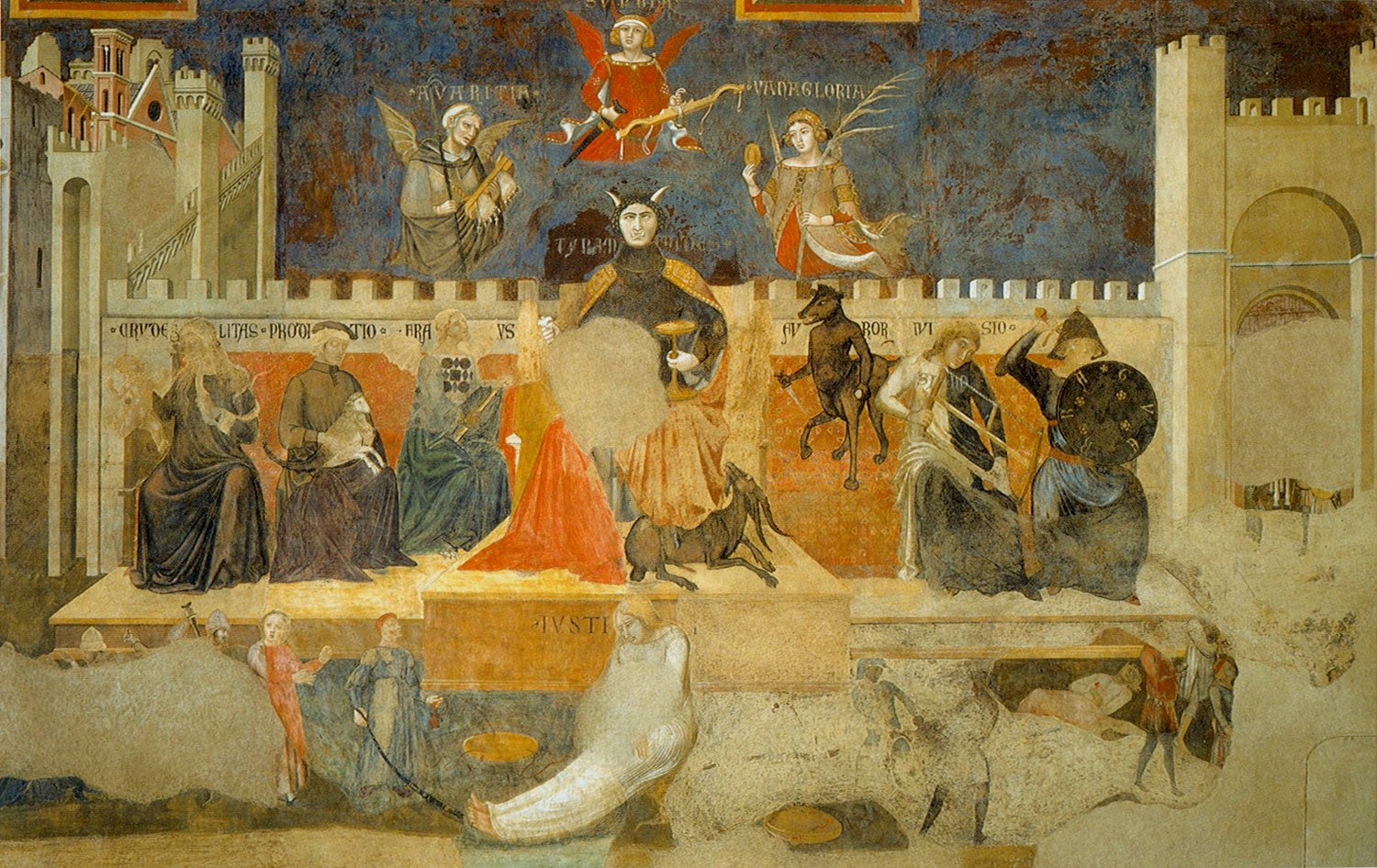
Плоды дурного правления. Правая треть фрески
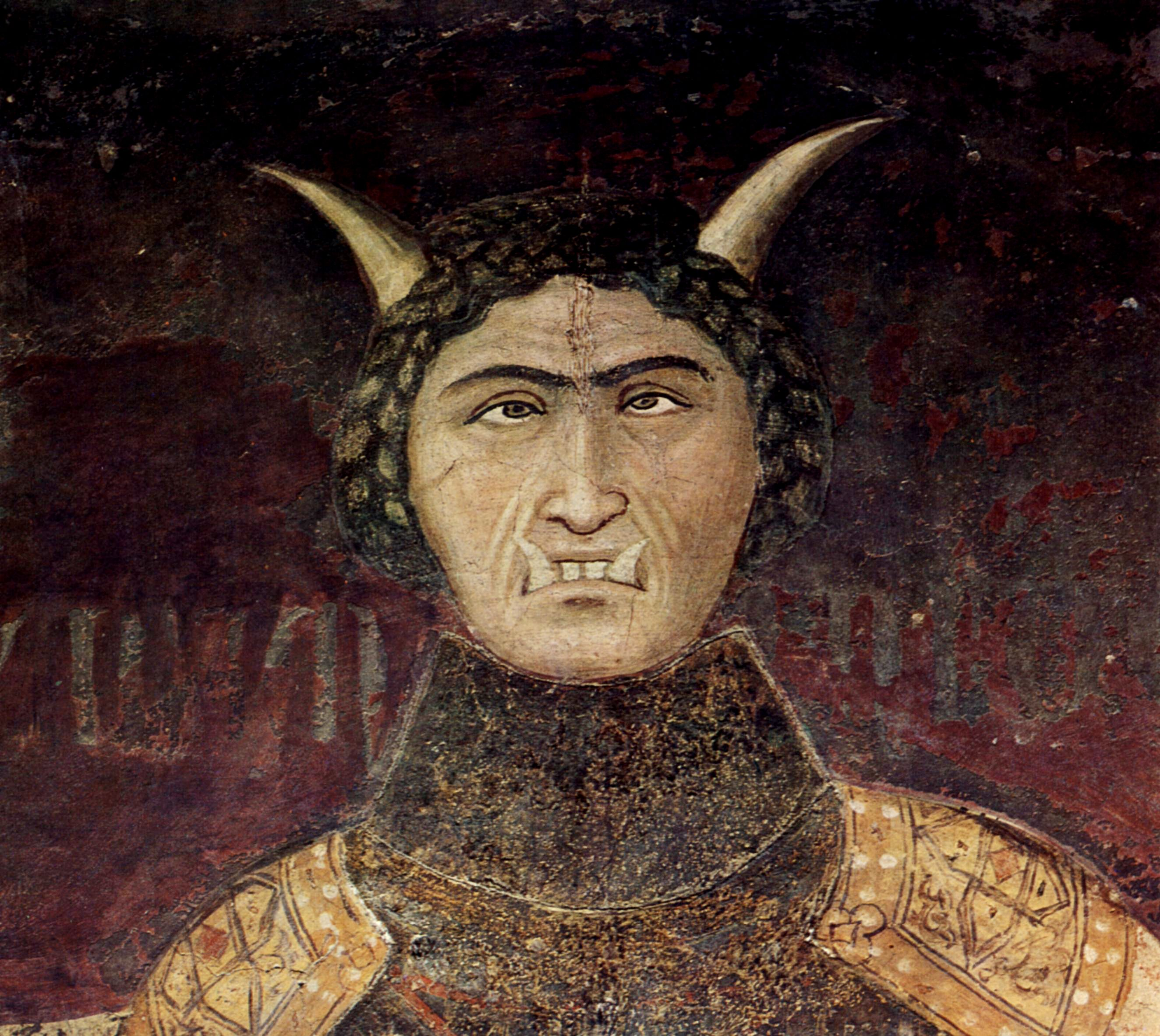
Плоды дурного правления. Тиран. Деталь

Аллегорические фигуры. Слева от Тирана:
- Жестокость, протягивающая младенцу змею.
- Измена, на коленях у которой — ягнёнок с хвостом скорпиона.
- Обман с крыльями летучей мыши, держащий в руках жезл.

Справа от Тирана:
- Ярость — кентавр с головой кабана, сжимающий в правой руке кинжал.
- Раздор, пилой разделяющий согласие. Его одеяние представляет геральдические цвета Сиены (белый и чёрный), на груди с одной стороны написано «да», с другой — «нет».
- Война в боевом шлеме, с щитом и мечом в руках.

Уникальность этих фресок Лоренцетти заключается в том, что в столь большой и политически важной аллегории он обошёлся без религиозных сюжетов и ссылок на Библию (за исключением фигуры Жестокости, где очевидна аллюзия на евангельский текст: Матфея. 7:10). Такая программа фрескового цикла для пропитанной христианским духом средневековой Сиены была абсолютным новшеством.